# Jurix
Jurix era una distribución del sistema operativo GNU/Linux basada en disquetes. Fue creada en 1993 y mantenida por Florian La Roche, un antiguo empleado del departamento jurídico de la Universidad del Sarre, y estuvo marcada con un aviso de copyright durante al menos el periodo comprendido entre 1994 y 1996. Al final de este periodo, se utilizaron los dominios de cuarto nivel "jurix" y "susix" en la jerarquía "jura.uni-sb.de" para la comunicación y publicación inicial de los resultados empaquetados.
La distribución tenía algunas otras características, en particular un instalador que también era capaz de realizar instalaciones con script, haciendo que un determinado conjunto de software fuera reproducible en máquinas relativamente idénticas. Se soportaban estándares como BOOTP o NFS. Como sistema de archivos central, ext2 se integró por defecto en la distribución.
Este paquete global constituyó posteriormente el punto de partida de la versión inicial de la distribución actual SuSE Linux y sus sucesoras. En el curso posterior del desarrollo, la persona encargada de jurix también se unió a la empresa SuSE y allí fue responsable, por ejemplo, del instalador y de la herramienta de configuración YaST, que él mismo escribió.

## Historia
Jurix comenzó en 1993 y, por lo tanto, es una de las distribuciones Linux más antiguas.
Jurix fue una parte del proyecto iniciado a mediados de 1994, denominado S.u.S.E. (en alemán "Software und SystemEntwicklung"), es decir, "Desarrollo de Software y Sistemas", hasta que a inicios de 1996, se apartó del proyecto.
S.u.S.E. Linux se lanzó en mayo de 1996. El primer lanzamiento de la nueva e independiente distribución S.u.S.E., se basó en Jurix, sustituyendo a  Slackware como base.
A finales de 1997 se detuvo el mantenimiento y desarrollo, como una distribución disociada de S.u.S.E., aunque este desarrollaba una distribución Linux propia, denominada SuSE Linux. Por este motivo, Jurix fue, en cierto modo, la base de desarrollo para SuSE Linux, considerándose la distro precursora a está última.

## Nombre
El nombre jurix se tomó posiblemente prestado del nombre del servidor HTTP del departamento, bautizado por el empleado de la Universidad del Sarre, Alexander Sigel.
No se sabe si el nombre se tomó de la cercana organización educativa holandesa de derecho e informática de nombre JURIX, o simplemente un portmanteau de "Jura" (que significa "derecho" en alemán) y "Unix".
En última instancia, está documentado que el propio La Roche recibió el encargo oficial de administrar esta plataforma web en 1995.

## Archivo Readme de 1999
Un archivo "readme" de 1999 promociona, entre otros, los siguientes programas:
- Núcleo Linux modularizado 2.0.37 y 2.2.10
- libc 5.4.46
- egcs 1.1.2
- ncurses 4.2-980822
- contraseñas ocultas
- XFree86 3.3.3.1
- KDE 1.1.1

### Filosofía
También obtenido desde el archivo "README.txt" de 1999:

jurix utiliza la filosofía tradicional Unix, el principio KISS: Keep It Simple,¡Estúpido!. Sólo recopilo parches normales para el código fuente. Compilar e instalar el código fuente y empaquetarlo en un paquete binario se hace con un pequeño script de shell.
 jurix Linux, Florian La Roche, florian@knorke.saar.de, 26/02/1999